# Glynn Isaac

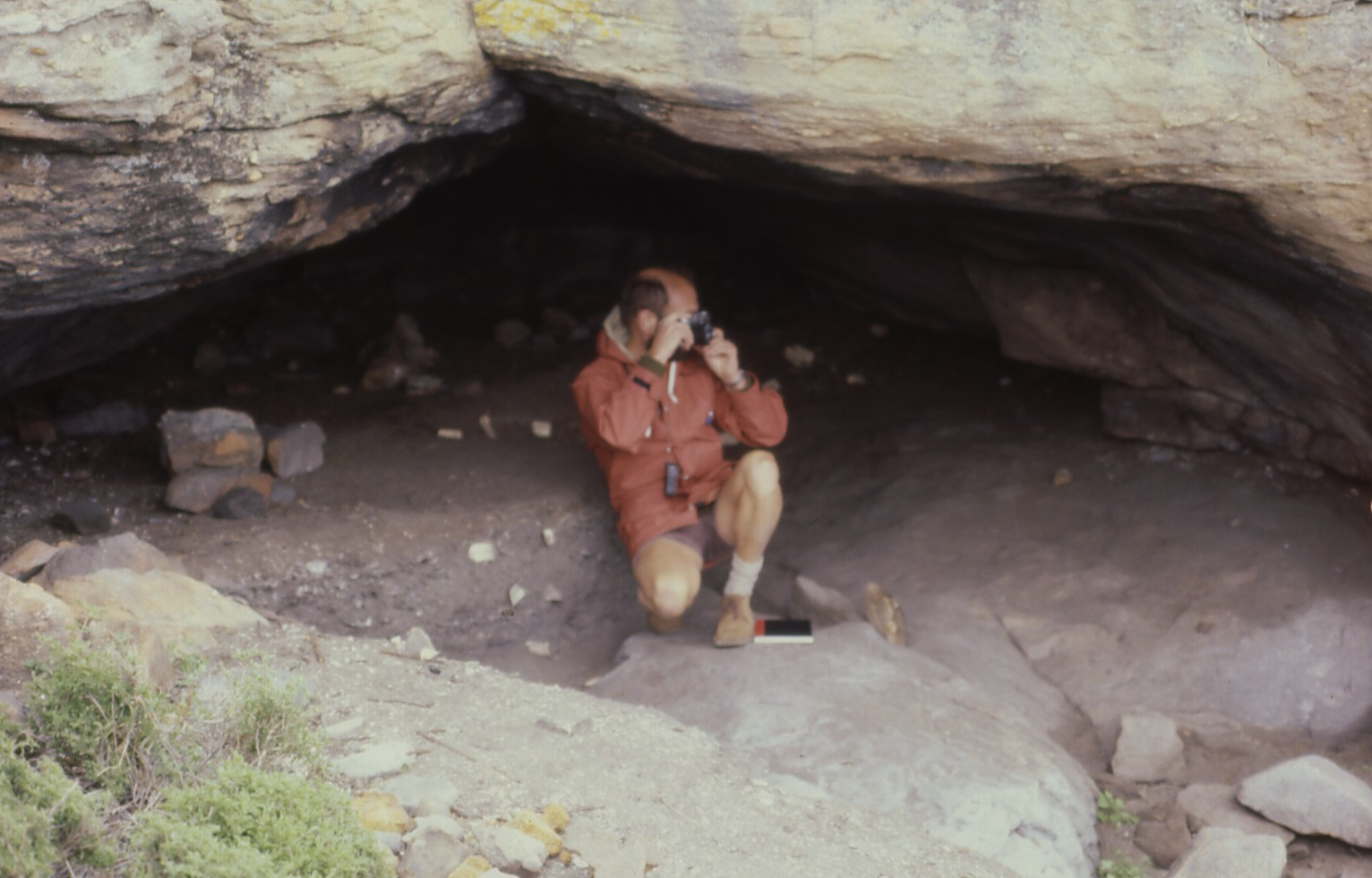
Glynn Isaac in der Tortoise Cave in der Nähe von Elands Bay in Südafrika.

Glynn Llywelyn Isaac (* 19. November 1937 in Kapstadt; † 5. Oktober 1985 in Tokio) war ein südafrikanischer Archäologe, Anthropologe und Paläoanthropologe. Zuletzt war er Professor für Anthropologie an der Harvard University.

## Leben
Glynn Isaac wurde 1937 als Sohn der Botaniker William Edwyn Isaac und Frances Margaret Leighton in Kapstadt geboren und wuchs mit einer Schwester und einem Zwillingsbruder auf. Nach dem Schulbesuch in Südafrika und England erwarb Isaac 1958 an der Universität Kapstadt den akademischen Grad Bachelor of Science (BSc) im Fach Zoologie mit den Schwerpunkten Archäologie und Ethnologie und drei Jahre danach einen weiteren Bachelor-Grad (Bachelor of Arts) an der Universität Cambridge. Ebenfalls in Cambridge erwarb er 1966 den Master-Grad und 1969 mit Studien zum Fundort Olorgesailie den Doktorgrad (PhD). Bereits 1966 war Isaac an die Abteilung für Anthropologie der University of California, Berkeley gewechselt. 1983 wurde er Professor in Harvard.
Neben Richard Leakey war Glynn Isaac Initiator und Co-Direktor des Koobi Fora Research Project im Gebiet Koobi Fora in Kenia, das bedeutende Beiträge zur Erforschung der frühen Vorfahren des Menschen erbrachte.
In einem Nachruf auf Isaac hieß es, er habe zum einen als besonders begabter Experte der Feldforschung in Ostafrika gegolten, zum anderen aber auch die Theoriediskussion zu den Ursachen der Menschwerdung bereichert. So habe er den Zusammenhang von längerfristig genutzten Aufenthaltsorten, von diesen ausgehender Nahrungssuche und dem Teilen der beschafften Nahrung unter den Mitgliedern einer Gruppe herausgestellt. Ferner habe er als einer der ersten Paläoanthropologen darauf hingewiesen, dass man auch zwischen den bekannten Fossillagerstätten gezielt nach Funden suchen müsse. Isaac habe Experimente angeregt, um nachzuvollziehen, welche Folgen der Transport von Knochen und Steinwerkzeugen durch Wasserfluten auf die Beschaffenheit der paläontologischen und archäologischen Fundstücke und auf deren Ablagerung hatte. Auch habe er untersuchen lassen, in welcher Form heutige Hyänen und andere Beutegreifer die Zusammensetzung von Knochenfunden beeinflussen, auch dies mit dem Ziel, zu verstehen, wie fossile Lagerstätten zu interpretieren sind. Schließlich habe er Experimente durchführen lassen, in denen durch Steinwerkzeuge verursachte Schnittmarken in Knochen nachgestellt wurden.
Sein eineiiger Zwillingsbruder, Rhys L. Isaac, war Professor für amerikanische Geschichte an der La Trobe University in Melbourne, Australien.

## Schriften (Auswahl)
- Koobi Fora Research Project, Band 5: Plio-Pleistocene Archaeology. Clarendon Press, 1997, ISBN 978-0-19857501-6.
- The archaeology of human origins. Papers by Glynn Isaac. Cambridge University Press, 2005, ISBN 978-0-52102315-3 (Ersterscheinung: 1989).
- Human Ancestors: Readings from Scientific American. W.H. Freeman & Co. Ltd., 1979, ISBN 978-0-71671101-8.
- The Food-sharing Behavior of Protohuman Hominids. In: Scientific American. Band 238, Nr. 4, April 1978, S. 90–109.
- Olorgesailie: Archeological Studies of a Middle Pleistocene Lake Basin in Kenya. University of Chicago Press, 1977, ISBN 978-0-22638484-9.
- Human Origins: Louis Leakey and the East African Evidence. W. A. Benjamin Advanced Book Program, 1976, ISBN 978-0-80539942-4.
- Middle Pleistocene stratigraphy and cultural patterns in East Africa. Wenner-Gren Foundation for Anthropological Research, 1973.
- mit Richard Leakey und Anna K. Behrensmeyer: Archeological Traces of Early Hominid Activities, East of Lake Rudolf, Kenya. In: Science. Band 173, Nr. 4002, 1971, S. 1129–1134, doi:10.1126/science.173.4002.1129.

## Belege
1. 1 2  Rhys Isaac: Glynn Isaac and the Search for Human Origins in Africa: Inaugural Glynn Isaac Memorial Lecture, 21st April 1993. UCT Press, 1995, ISBN 978-0-79921587-8.
2. ↑  Historian made his own history. Veröffentlicht im The Sydney Morning Herald, 9. November 2010.
3. ↑   John D. Speth: Book Review: Koobi Fora research project, volume 5: plio-pleistocene archaeology. In: Geoarchaeology. Band 13, Nr. 1998, Nr. 7, S. 746–753, doi:10.1002/(SICI)1520-6548(199810)13:7<746::AID-GEA6>3.0.CO;2-6.

| Personendaten    | Personendaten                      |
| ---------------- | ---------------------------------- |
| NAME             | Isaac, Glynn                       |
| ALTERNATIVNAMEN  | Isaac, Glynn Llywelyn              |
| KURZBESCHREIBUNG | südafrikanischer Paläoanthropologe |
| GEBURTSDATUM     | 19. November 1937                  |
| GEBURTSORT       | Kapstadt                           |
| STERBEDATUM      | 5. Oktober 1985                    |
| STERBEORT        | Tokio                              |